# 横山貴明
横山 貴明（よこやま たかあき、1991年4月10日 - ）は、福島県双葉郡浪江町出身の元プロ野球選手（投手）。右投右打。

## 経歴

### プロ入り前

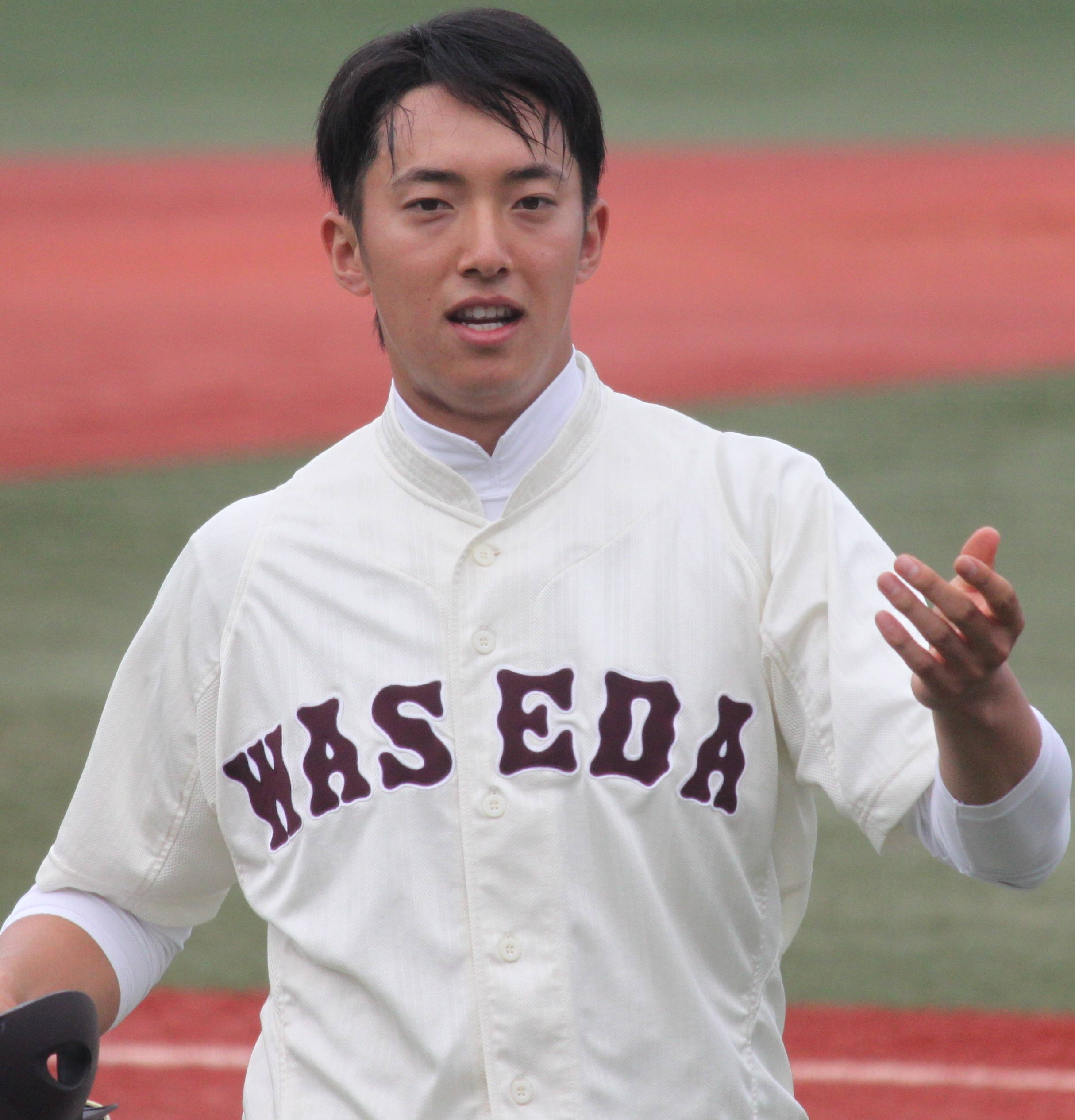
2013年5月19日 早稲田大学在学時 明治神宮野球場にて。

浪江町立大堀小学校2年生の時に野球をスタート。当初のポジションは内野手であったが、相双中央シニアに所属していた中学生時代に投手へ転向した。相双中央シニア時代のチームメイトに、赤間謙（浪江町と同じ双葉郡内の楢葉町出身）がいる。
中学卒業後に聖光学院高等学校へ進学。野球部の2学年後輩に、歳内宏明がいる。在学中には、2年の春・夏および、3年夏に甲子園球場の全国大会へ出場。2年春の選抜大会では、東浜巨・嶺井博希を擁する沖縄尚学高校との初戦に代打で出場しただけで、チームも敗退した。2年夏の選手権大会では、藤井宏政がいた兵庫県立加古川北高等学校との初戦（2回戦）に救援で登板すると、1回を無失点に抑えてチームを初戦突破に導いた。続く3回戦では登板の機会がなかったが、チームの勝利によって準々決勝へ進出。土屋健二・筒香嘉智・倉本寿彦擁する横浜高校との準々決勝には登板したものの、2回1/3を投げて4失点を喫した末に、チームは1-15というスコアで大敗した。3年夏の選手権大会では、吉川大幾などがいるPL学園との初戦に先発したが、チームは3-6というスコアで敗れている。
高校からの卒業後に福島県を離れて早稲田大学へ進学したが、1年時の2011年3月11日に東日本大震災が発災。浪江町の消防団員として町民の救護活動に当たっていた相双中央シニア時代の監督を津波で亡くしたほか、発災の直後には、町内で暮らしていた両親の消息もつかめなかったという。さらに、近隣の大熊町で福島第一原子力発電所事故が発生した影響で、浪江町の全域が日本政府から避難指示対象地区に指定。発災から3日後に無事が確認された両親は、福島県内の内陸地域（伊達市）への移住を余儀なくされた。
早稲田大学への在学中は、故障に悩まされながらも、主に救援投手として活躍した。東京六大学野球のリーグ戦には、通算で26試合に登板。2勝3敗、防御率2.49の成績を残した。なお、野球部の2学年先輩に土生翔平・塚田晃平、1学年先輩に杉山翔大、1学年後輩に有原航平・中村奨吾・高梨雄平、2学年後輩に茂木栄五郎・重信慎之介がいる。
2013年のNPBドラフト会議で、地元球団の東北楽天ゴールデンイーグルスから6巡目で指名。契約金2500万円、年俸720万円（金額は推定）という条件で入団した。入団当初の背番号は54。

### 楽天時代

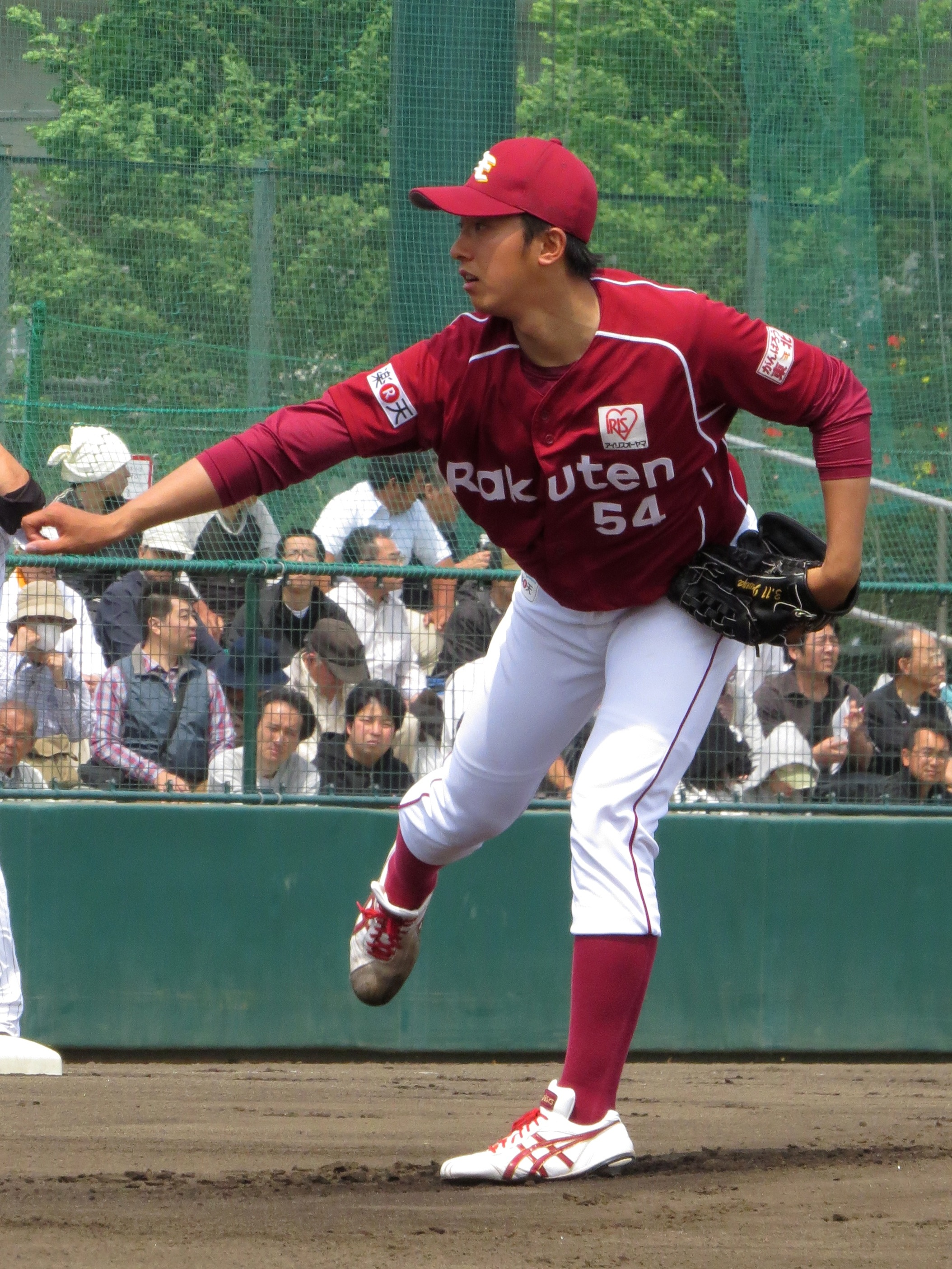
ロッテ浦和球場にて（2014年）

2014年、8月27日に入団後初の出場選手登録を果たすと、8月30日の対福岡ソフトバンクホークス戦（Koboスタジアム宮城）で、1点ビハインドで迎えた7回表2死2塁の局面から3番手投手として一軍公式戦にデビュー。今宮健太に投じた初球が中前への適時打となったが、二塁を狙った今宮が走塁死を喫した。横山は7回表で交代したが、その裏にチームが8得点で逆転。そのまま試合に勝利したため、1球を投げただけで勝利投手になった。NPBの一軍公式戦に初めて登板した投手の1球勝利は、史上初の記録であった。一軍公式戦には通算4試合に登板。9月10日の対オリックス・バファローズ戦（コボスタ宮城）で初めて先発に起用されたほか、1勝2敗、防御率5.40を記録した。
2015年、5試合に登板したオープン戦で防御率2.25を記録するなど好調だったため、先発陣の一員として、公式戦の開幕を一軍で迎えた。北海道日本ハムファイターズとの開幕カード第3戦（3月29日・札幌ドーム）で先発投手としてシーズン初登板を果たしたが、2本の本塁打を浴びるなど、初回に2つのアウトを取っただけで4点を失って降板した。4月16日の対埼玉西武ライオンズ戦（埼玉県営大宮公園野球場）で再び先発を任されたが、5回途中4失点という内容で開幕2連敗を喫すると、翌4月17日に出場選手登録を抹消。9月上旬に一軍へ復帰してからは、先発で1試合、救援で4試合に登板した。しかし、無失点に抑えた試合が1試合にとどまり、9月23日に再び登録を抹消。一軍公式戦全体では、0勝2敗、防御率9.77という成績に終わった。
2016年、中継ぎ要員として、前年に続いて開幕一軍入りを果たした。シーズン中には一軍と二軍を4回往復し、8月21日に4度目の登録抹消に至ってからは一軍に復帰できなかった。一軍公式戦全体では全て救援で自己最多の19試合に登板し、プロ初ホールドを含む2ホールドを記録した。しかし、通算の防御率が6.38に達するなど振るわず、シーズン終了後の10月29日に球団から支配下選手契約の解除を通告。11月30日に育成選手としての契約で球団と合意したことに伴って、背番号が054に変更された。
2017年、教育リーグで大谷翔平にホームランを浴びる。イースタン・リーグ公式戦21試合の登板で、2勝4敗、防御率3.74という成績を残したが、支配下登録選手への復帰には至らなかった。育成選手に関するNPBの規定に沿って、10月31日付で自由契約選手として公示されたが、11月17日には育成選手としての再契約で球団と合意した。
2018年、イースタン・リーグ公式戦6試合に登板したが、1セーブ、防御率8.18を記録しただけで、10月1日に球団から戦力外通告。同月31日付でNPBから自由契約選手として公示されたが、育成選手としての再契約にも至らなかった。NPB他球団や日本国内の独立リーグでの現役続行を希望し、11月13日にはシートバッティング形式の12球団合同トライアウト（タマホームスタジアム筑後）に参加。3人の打者と対戦したが、二塁打を含む2安打を浴びた。結局、このトライアウトを通じて、NPB他球団や日本国内の独立リーグ球団から獲得のオファーを受けるまでには至らなかった。

### 楽天退団後
2019年、2月から3月まで「アジアンブリーズ」（海外のプロ球団でのプレーを目指す選手にチャンスを与える目的で設立されたばかりのチーム）に参加。一時はニュージャージー・ジャッカルズ（カナダの独立リーグであるカナディアン・アメリカン・リーグへ加盟）に入団することが決まっていたが、5月16日にリーガ・メヒカーナ・デ・ベイスボルのメキシコシティ・レッドデビルズと契約した。しかし、リーグ戦への登板機会がないまま退団。6月20日付で、日本の独立リーグであるベースボール・チャレンジ・リーグの福島レッドホープスへ選手兼投手コーチとして入団した。シーズン終了後には、プロ野球選手としての進退を賭けて、実戦形式のワールドトライアウト2019（神宮球場）に参加。MLB球団などのスカウトが視察する前で、3回裏からの2イニングで、被安打・与四球ともに1、失点2（自責点0）という結果を残した。トライアウト後にはマイナーリーグの複数球団が横山へ興味を示したとされているが、どの球団とも契約には至らなかった。
2020年、前年に続いて「アジアンブリーズ」へ参加したが、予定されていた試合や入団テストが新型コロナウイルス感染拡大の影響で相次いで中止されたため、日本への帰国を余儀なくされた。帰国後に両親が暮らす伊達市で練習を続けたところ、8月11日付で四国アイランドリーグplusの高知ファイティングドッグスへ入団。入団後は、リーグ戦12試合（先発10試合）の登板で最終規定投球回へ到達するとともに、6勝2敗、リーグ2位の防御率1.16という好成績を残した。しかし、シーズン終了後の11月4日付で自由契約選手として退団。横山自身が後に述懐したところによれば、自身を大きく上回る数の三振を奪っていたNPB（阪神タイガース）出身の歳内宏明（香川オリーブガイナーズ）がシーズン途中の9月に東京ヤクルトスワローズでNPB復帰を果たした（後に四国アイランドリーグでの防御率1位を確定させた）ことに加えて、高知球団から自由契約を通告されたことで「野球選手としてはもう潮時」と感じるようになったという。
高知球団からの退団を機に、福島県へ再び帰郷。実父が伊達市内で営んでいる会社の事業（原町火力発電所内への設備の取り付け・メンテナンス作業）へ従事する一方で、2020年11月30日からは、「ベースボールテクニック塾」と称するオンラインサロンをCAMPFIRE Community内に開設している。東日本大震災発災10年の節目を翌日に控えていた2021年3月10日に、自身の公式Twitterアカウントを通じて現役引退を発表。
2024年6月17日、福島成蹊高の硬式野球部コーチに15日付で就任したと発表した。

## 選手としての特徴
大学生時代には140km/hを超すストレートと、縦や横への変化球を投げていた。楽天時代まではオーバースローで投げていたが、退団を機にサイドスローへ転向。転向後は、ストレートの球速が151km/hにまで達していたほか、カットボールの投げ方を新たに習得していた。

## 詳細情報

### 年度別投手成績
| 年 度     | 球 団     | 登 板 | 先 発 | 完 投 | 完 封 | 無 四 球 | 勝 利 | 敗 戦 | セ 丨 ブ | ホ 丨 ル ド | 勝 率 | 打 者 | 投 球 回 | 被 安 打 | 被 本 塁 打 | 与 四 球 | 敬 遠 | 与 死 球 | 奪 三 振 | 暴 投 | ボ 丨 ク | 失 点 | 自 責 点 | 防 御 率 | W H I P |
| --------- | --------- | ----- | ----- | ----- | ----- | -------- | ----- | ----- | -------- | ----------- | ----- | ----- | -------- | -------- | ----------- | -------- | ----- | -------- | -------- | ----- | -------- | ----- | -------- | -------- | ------- |
| 2014      | 楽天      | 4     | 3     | 0     | 0     | 0        | 1     | 2     | 0        | 0           | .333  | 75    | 18.1     | 17       | 6           | 2        | 0     | 2        | 10       | 1     | 0        | 11    | 11       | 5.40     | 1.04    |
| 2015      | 楽天      | 7     | 3     | 0     | 0     | 0        | 0     | 2     | 0        | 0           | .000  | 81    | 15.2     | 27       | 3           | 9        | 1     | 1        | 6        | 1     | 0        | 17    | 17       | 9.77     | 2.30    |
| 2016      | 楽天      | 19    | 0     | 0     | 0     | 0        | 0     | 0     | 0        | 2           | ----  | 94    | 18.1     | 30       | 1           | 10       | 0     | 0        | 9        | 0     | 0        | 17    | 13       | 6.38     | 2.18    |
| 通算：3年 | 通算：3年 | 30    | 6     | 0     | 0     | 0        | 1     | 4     | 0        | 2           | .200  | 250   | 52.1     | 74       | 10          | 21       | 1     | 3        | 25       | 2     | 0        | 45    | 41       | 7.05     | 1.82    |

### 記録
NPB初記録
- 初登板・初勝利：2014年8月30日、対福岡ソフトバンクホークス19回戦（楽天Koboスタジアム宮城）、6回表2死に3番手で救援登板、1/3回を1被安打無失点
- 初先発登板：2014年9月10日、対オリックス・バファローズ20回戦（楽天Koboスタジアム宮城）、5回3失点で敗戦投手
- 初奪三振：2014年9月18日、対千葉ロッテマリーンズ24回戦（楽天Koboスタジアム宮城）、2回表に福浦和也から空振り三振
- 初ホールド：2016年4月20日、対オリックス・バファローズ5回戦（楽天Koboスタジアム宮城）、9回表に4番手で救援登板、1回無失点

NPBその他の記録
- 初登板で1球勝利：2014年8月30日　※初登板ではNPB史上初、1球勝利は同36人目、初勝利が1球勝利は同6人目（なお、アウトは安打の走塁死によるものであるため、その時点では「通算勝率10割」かつ「通算被打率10割」だったことになる。）

### 独立リーグでの年度別投手成績
| 年 度       | 球 団       | 登 板 | 勝 利 | 敗 戦 | セ 丨 ブ | 完 投 | 勝 率 | 投 球 回 | 打 者 | 被 安 打 | 被 本 塁 打 | 奪 三 振 | 与 四 球 | 与 死 球 | 失 点 | 自 責 点 | 暴 投 | ボ 丨 ク | 防 御 率 | W H I P |
| ----------- | ----------- | ----- | ----- | ----- | -------- | ----- | ----- | -------- | ----- | -------- | ----------- | -------- | -------- | -------- | ----- | -------- | ----- | -------- | -------- | ------- |
| 2019        | 福島        | 11    | 6     | 4     | 0        | 1     | .600  | 67.2     | 293   | 57       | 2           | 66       | 29       | 4        | 30    | 28       | 0     | 0        | 3.72     | 1.27    |
| 2020        | 高知        | 12    | 6     | 2     | 0        | 0     | .750  | 70.0     | 270   | 50       | 1           | 61       | 14       | 3        | 14    | 9        | 3     | 1        | 1.16     | 0.91    |
| BCL：1年    | BCL：1年    | 11    | 6     | 4     | 0        | 1     | .600  | 67.2     | 293   | 57       | 2           | 66       | 29       | 4        | 30    | 28       | 0     | 0        | 3.72     | 1.27    |
| 四国IL：1年 | 四国IL：1年 | 12    | 6     | 2     | 0        | 0     | .750  | 70.0     | 270   | 50       | 1           | 61       | 14       | 3        | 14    | 9        | 3     | 1        | 1.16     | 0.91    |

### 背番号
- 54（2014年 - 2016年、2019年途中 - 同年終了）
- 054（2017年 - 2018年）
- 11（2019年 - 同年途中） ※リーガ・メヒカーナ・デ・ベイスボル
- 13（2020年）